# Íon oxônio
O íon oxônio em química é qualquer cátion positivo de oxigênio, que possui três ligações. O íon oxônio mais simples é o íon hidrônio H3O+. Outro íon oxônio frequentemente encontrado na química orgânica é obtido pela protonação ou alquilação de um grupo carbonila como R-C=O+-R', que forma uma estrutura de ressonânica com o carbocátion R-C+-O-R' inteiro e é portanto especialmente estável: